# Ники Стивенс
Ни́ки Сти́венс (англ. Nicky Stevens), при рождении Хе́лен Мари́я То́мас (англ. Helen Maria Thomas; род. 3 декабря 1949 года в Кармартене, Уэльс, Великобритания) — валлийская певица, вокалистка группы Brotherhood of Man, победившей на 21-м конкурсе песни «Евровидение» в 1976 году.

## Биография

### Ранние годы
Ники Стивенс родилась 3 декабря 1949 года в Кармартене, Уэльс, Великобритания. Она была вторым ребёнком в семье Осси и Блодвен Томас. Её отец, музыкант, погиб в автокатастрофе в 1974 году.
В детстве Ники увлеклась пением. В четыре года она пела в хоре часовни Кармартена, позже присоединилась к хору девочек Hywel. В подростковом возрасте она изучала классическую музыку, обучалась пению и игре на фортепиано.

### Начало карьеры
В шестнадцать лет Ники выступала в ночном клубе города Суонси Townsman. В этот период она также устроилась на работу телефонным оператором; продолжалось это девять месяцев, и это была единственная работа, которую она выполняла, помимо развлекательного бизнеса. Позже Ники гастролировала по Европе, выступая в качестве приглашённой певицы в ночных клубах, после чего отправилась в тур по Южной Африке, а также пела в клубах Великобритании. В 1970-х она выходила на сцену на разогреве перед концертами Нила Седаки, Нормана Уиздома и комического дуэта Little and Large.

### Brotherhood of Man
В 1972 году певицей заинтересовался Тони Хиллер, который искал новых участников для группы Brotherhood of Man. Помимо Ники, членами группы стали Мартин Ли и Ли Шериден. Год спустя музыкальный коллектив подписал контракт с лейблом Deram Records, который выпустил их дебютный сингл "Happy Ever After". В том же году к группе присоединилась Сандра Стивенс, однофамилица Ники, и трио стало квартетом. В 1976-м артисты представляли Великобританию на 21-м конкурсе «Евровидение» с песней "Save Your Kisses for Me", которая принесла им победу, а Ники Стивенс стала первой из валлийских исполнителей, выигравших финал этого соревнования. После участия в конкурсе группа выпустила два сингла — "Angelo" и "Figaro", которые попали на вершины национальных хит-парадов Великобритании.
В 1984-м, во время взятого группой двухлетнего перерыва, Ники присоединилась к женскому коллективу The Vernons Girls и выступала с ними на концертах. В 1988 году Стивенс записала несколько песен с голландским певцом Альбертом Уэстом, а в начале 1990-х — с британской рок-группой Aslan в качестве вокалистки. При этом она продолжала выступать с группой Brotherhood of Man. В ноябре 2013 года Ники Стивенс стала героиней документального фильма о своей жизни и карьере под названием Time of Your Life («Время вашей жизни»).

## Личная жизнь
В июне 1976 года Стивенс вышла замуж за гитариста Brotherhood of Man Алана Джонсона. В конце 1980-х они развелись. В мае 1993-го она вновь вышла замуж за американца по имени Бретт, который на четырнадцать лет её младше. Через год они расстались, а затем развелись.
В 1990-х певица жила в деревенской общине Стерминстер Маршалл в Дорсете. В 2011 году она переехала в деревню Корф Муллен, расположенную в том же графстве.